# Амалин, Каушик
Каушик Нагинда Амалин (англ. Kaushik Naginda Amalean; род. 7 апреля 1965 года, Коломбо, Шри-Ланка) — бывший игрок в крикет на Шри-Ланке, который играл в двух тестовых матчах и восьми ODI (однодневный международный матч). Проявлял активность в крикете с 1986 по 1988 год.